# Стела Хайнца Мака (Познань)

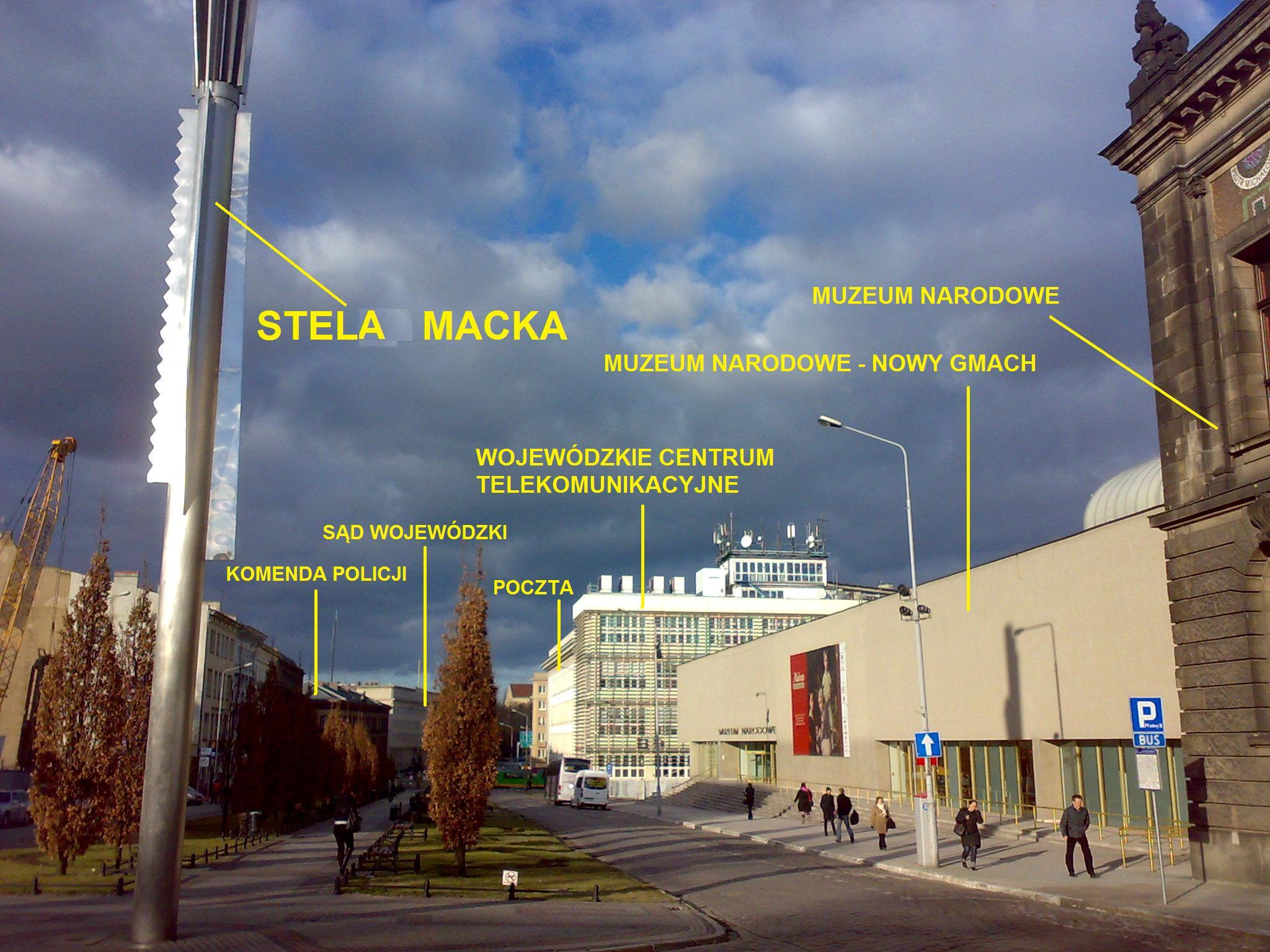
Стела Хейнца Мака, Познань, Польша

Стела Хайнца Мака (пол. Stela Heinza Macka) — металлическая скульптура, находящаяся в Познани, Польша. Стела расположена на оси центральной части Аллеи Кароля Марцинковского напротив бывшего здания Национального музея. Стела Хайнца Мака, наряду с библиотекой Рачинских, памятниками Голему и Каролю Марцинковскому, является частью общего скульптурного оформления Аллеи Марцинковского.

## История
Инициатором создания скульптуры стало познанское Общество поощрения искусств. Автором скульптуры является современный немецкий художник кинетического искусства Хайнц Мак. Стела была открыта 23 ноября 2006 года.
Стальная стела, высотой 18 метров, оформлена в характерном для Хайнца Мака кинетическом стиле. Асимметрическая голова стелы, которая приводится в движение двигателем, вращается вокруг своей оси со скоростью 3-4 оборота в минуту и отражает свет солнечных лучей и искусственного освящения близлежащих зданий на Площади Свободы и Аллеи Кароля Марцинковского.